# 安樂端
安樂端為臺灣台62線的交流道，也是台62線之起點，指標為0K，在2005年2月5日通車。銜接台2線，通往基隆市安樂區及新北市萬里區，並可連接七安產業道路。
|  | 0 安樂端 |  | 萬里 基隆 |

## 鄰近公路
- 國道三號：基金交流道
- 台2線

## 外部連結
- 台62線安樂端示意圖 （页面存档备份，存于）（交通部公路總局）